# Estação Romana da Quinta da Abicada
A Estação Romana da Quinta da Abicada é um sítio arqueológico nas imediações da vila de Mexilhoeira Grande, no concelho de Portimão, em Portugal. Trata-se de uma villa romana, a qual terá sido uma grande mansão. Este monumento é conhecido principalmente pelos seus mosaicos de motivos geométricos, que foram transferidos para museus em Portimão e Lagos para preservação. A Villa foi ocupada principalmente entre os séculos I e IV, com provas de possível ocupação posterior. Foi escavada por José Leite de Vasconcellos em 1919, e José Formosinho em 1938, e em 1946 foi classificada como Monumento Nacional.

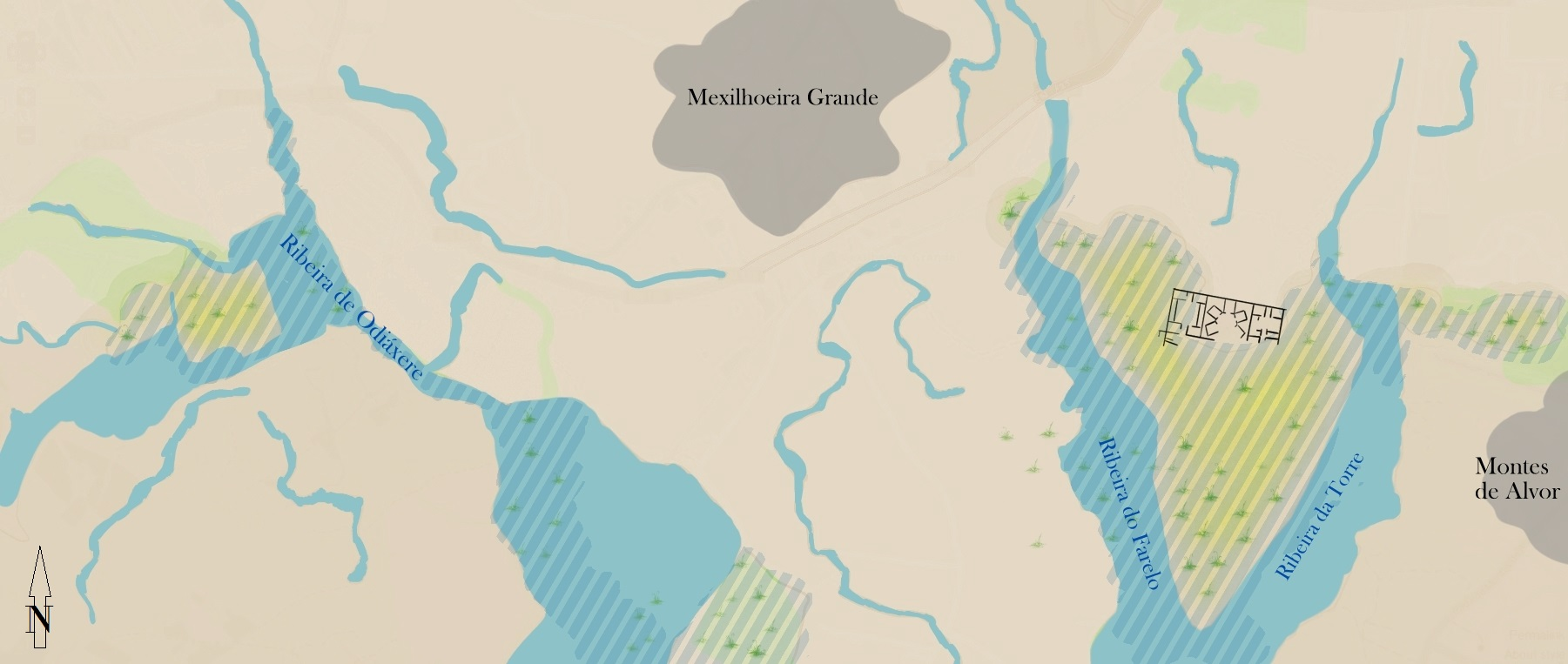
Mapa da zona da Abicada

## Descrição

### Localização
As ruínas estão situadas numa zona plana na península da Abicada, formada pela confluência das ribeiras do Farelo e da Senhora do Verde, na Ria de Alvor. Este local foi escolhido por se situar junto à Ria de Alvor e perto de uma estrada principal, facilitando o seu acesso terrestre e marítimo, mas com uma boa vista, conceitos que eram normalmente tidos em conta na a construção das villas romanas.
Está situada junto à povoação da Figueira, na Freguesia da Mexilhoeira Grande, parte do concelho de Portimão. Localiza-se a uma distância de cerca de 7,5 Km da cidade Portimão, e a 10 km da cidade de Lagos. É o principal vestígio arqueológico da civilização romana na freguesia da Mexilhoeira Grande, tendo sido encontrados outros indícios deste período na freguesia, incluindo várias sepulturas e estruturas industriais, que indicam que a zona da Mexilhoeira Grande teria sido um centro de produção agrícola e piscícola.

### Composição
O complexo visível das ruínas situa-se num terreno de propriedade pública com aproximadamente 80 por 30 m, rodeado por terrenos de propriedade privada. As ruínas da Abicada correspondem a um conjunto de origem romana, dividido em três partes: uma zona produtiva, o edifício residencial, e várias dependências. Durante as escavações feitas por José Formosinho em 1938, foi encontrado um complexo com uma área superior a 1000 m², que possuía trinta divisões.

#### Edifício principal
O edifício principal do complexo é uma típica villa romana, de construção complexa e grande qualidade e durabilidade. Mesmo cerca de 2000 anos após a sua edificação, restam ainda diversos vestígios das paredes. A villa apresenta uma forma rectangular, dividida em três partes de organização muito diferente. Cada parte da casa possuía pelo menos uma porta para o exterior, todas voltadas para Sul.
A parte central organizava-se em redor de um pátio, de forma hexagonal, com as seis divisões adjacentes a cada uma das paredes laterais. Esta configuração hexagonal do peristilo era pouco comum nas casas romanas, tendo sido encontrados exemplos semelhantes nas villas de Rabaçal, em Portugal, Valdetorres de Jarama, em Espanha, e Palazzo Pignano, na Itália. Esta parte foi identificada por José Formosinho como sendo o androceu, ou seja, a parte masculina da casa. As seis divisões em redor do pátio seriam quartos individuais (cubículos - cubiculum). No centro do pátio existia um tanque que recolhia a água das chuvas (Implúvio - impluvium).
A parte poente da casa organizava-se em redor de um peristilo (peristylum), um pátio central orlado de colunas de forma rectangular, rodeado por um corredor circular (ambulacrum), que dava acesso a cinco compartimentos. Estas salas seriam talvez o gineceu (gyneceus), a parte da casa destinada às mulheres, e a sala de recepção (oeacus). Nas alas esquerda e direita do corredor estavam situadas as alae, salas compridas e estreitas, onde normalmente eram colocados os retratos dos antepassados, junto com o larário, um altar aos deuses da família. O lado nascente era a zona utilitária da vila, uma vez que era composto por várias pequenas salas divididas por um corredor, onde estava situada a cozinha, os celeiros e os quartos para os escravos. Esta zona tinha uma canalização em chumbo, que comunicava com o exterior.
Os corredores em redor dos pátios centrais tinham uma coberta de telha (Tegulae - Tégula), no estilo romano, de forma rectangular e plana, apenas com uma saliência para encaixe, necessitando desta forma de menos obras de reparação e limpeza. O telhado era suportado por colunas de secção hexagonal, compostas por tijolos em forma de quarto de círculo.
Os compartimentos das zonas central e poente tinham os seus pavimentos revestidos com painéis de mosaicos, que são considerados dos mais significativos não só no Algarve mas em todo o país, sendo um dos maiores conjuntos na região. O lado nascente, como era destinado principalmente aos trabalhadores, não estava coberto por mosaicos, utilizando em vez disso ladrilhos de cerâmica, o que oferece um vivo contraste com os pavimentos das zonas onde habitavam os senhores da casa. Um dos motivos utililizados nos painéis de mosaicos eram estrelas de seis raios dentro de quadrados, cujas cercaduras apresentavam desenhos geométricos feitos com tesselas brancas, pretas e vermelhas. Os três pavimento levados para Lagos são composto por motivos geométricos, sendo o primeiro com flores estilizadas com quatro pétalas, utilizando principalmente tons brancos, azuis escuros, amarelos e vermelhos. O segundo apresenta as cores brancas, azuis, vermelhas, rosas e cinzentas, destacando-se uma cruz suástica, que na antiguidade representava a renovação da vida e os raios do sol. O último é formado principalmente por folhas em círculos, em branco, azul e amarelo.
Também foram encontrados vestígios de estuque pintado nalgumas das paredes na zona poente do edifício. No gineceu, as paredes estavam pintadas com murais de motivos geométricos em tons de branco, vermelho escuro, amarelo ocre e azul petróleo.
Em termos de artefactos, não foram encontrados muitos vestígios na zona da Abicada, tendo sido recolhidos alguns fragmentos de cerâmica do tipo Terra sigillata, a mais apreciada durante a civilização romana, incluindo parte de uma figura de perfil que estava a oferecer um objecto. Também foram apanhados três fragmentos de cerâmica terra sigillata clara, que só existia na bacia do Mediterrâneo, e em Portugal só foi encontrada na zona Sul do país. Desta forma, terá sido produzida no Norte de África entre 90 a 100 e 180 a 220, sendo um dos exemplos das ligações comerciais entre a futura região do Algarve e o resto da civilização romana. Foram igualmente encontrados três fragmentos de vidro, dos quais um pertencia a uma urna de tom verde gelo, com bolhas de ar, e que terá sido produzido nos finais do século I ou inícios do II. Outro fragmento de vidro fazia parte de uma taça incolor, enquanto que o terceiro era uma tampa igualmente sem cor, uma peça considerada muito rara. Todos as peças de vidro são pequenas e delicadas, sendo provavelmente parte de contentores para perfumes, que durante o período romano eram produzidos no Oriente, o que prova que a família romana seria bastante abastada. Também foram recolhidos artefactos metálicos, incluindo parte de um espelho que tinha decorações geométricas, uma peça de grande valor que estava em linha com a riqueza dos proprietários, e várias moedas dos Seculos I a IV, especialmente pequenas moedas de bronze do século IV, período em que a villa romana foi abandonada e depois destruída.

#### Zona produtiva
A cerca de 20 m do edifício principal, foi encontrada uma adega, que foi totalmente destruída pelo proprietário do terreno no século XX. Foram encontrados vestígios de lagares para vinho e azeite, e de tanques em Opus signinum, tendo vários autores avançado a sua utilização como cetárias, para a produção de preparados de peixe, embora isto seja pouco provável devido à sua localização.

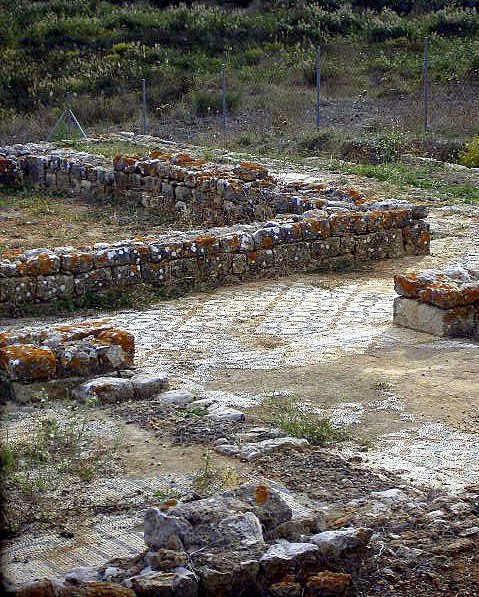
Estação romana da Quinta da Abicada em 2006, vendo-se ainda os vestígios dos mosaicos de solo

## História

### Ocupação primitiva

#### Fundação e expansão
A região da Mexilhoeira Grande foi habitada pelo menos desde o neolítico, facto comprovado pela descoberta de vários vestígios daquele período, como menires e os Monumentos Megalíticos de Alcalar. Também foram descobertas cistas da Idade do Bronze Mexilhoeira Grande e vestígios de povoações da Idade do Ferro nos concelhos vizinhos. A região era nessa altura habitada pelos Cónios, um povo de origem indo-europeia, e depois pelos Turdetanos. Estes povos mantinham um intenso contacto comercial e cultural com as civilizações do Mediterrâneo, principalmente fenícios e gregos.
A villa foi construída durante o período romano, como parte de um processo de colonização da região Sudoeste da Península Ibérica, que teve a preferência das elites devido à sua estabilidade política e militar, ao seu clima aprazível, ao solo fértil e a uma extensa faixa costeira que, além de ser rica em peixe, permitia o estabelecimento de portos que facilitavam as comunicações com a metrópole. A conquista romana iniciou-se nas duas centúrias antes do nascimento de Cristo, e terminou no século I d.C.. Após a pacificação do território, foram instaladas várias villas, que tinham a dupla função de servir como faustosas residências para as famílias mais ricas e como o centro de grandes explorações agrícolas que aproveitavam o fácil acesso ao oceano, como sucedeu com o Cerro da Vila, em Vilamoura, Milreu, em Estoi, Lacóbriga, em Lagos. A villa romana da Abicada terá sido um destes casos, concentrando num só local uma casa palaciana e várias estruturas para a preparação de produtos agrícolas e piscícolas.
A villa foi provavelmente fundada no século I. Fazia parte de um complexo maior, embora só tenha sido escavada a parte do terreno na posse do estado português. A localização, numa pequena elevação junto à ria de Alvor, foi escolhida devido à fertilidade das terras em redor e à sua proximidade ao oceano, que fornecia alimento e facilitava o transporte de mercadorias. Nessa época, a Ria de Alvor era navegável e caracterizada por um intenso tráfego comercial. Junto à villa existia um cais de acostagem para barcos de pequeno calado. Além do transporte marítimo, a villa tinha acesso a uma rede de estradas, estando próxima de Ipses (Alvor), Portus Hannibalis (Portimão) e Lacobriga (Lagos), podendo ter estado sob o domínio administrativo desta última. O período de maior prosperidade para a região terá sido o século II, durante o regime de pax romana estabelecida pelos imperadores Trajano (98-117), Adriano (117-138), Antonino Pio (138-161) e Marco Aurélio (161-180).
Além do complexo da Abicada, foram encontrados outros dezassete sítios com vestígios romanos em redor da Mexilhoeira Grande, especialmente vestígios de estruturas industriais e funerárias. Um dos principais é o sítio da Mesquita, situado a cerca de 1500 m da vila, junto à estrada no sentido de Lagos, que foi estudado em 1878 pelo padre Nunes da Glória e depois por Estácio da Veiga. Neste local encontram-se os vestígios de um edifício que foi identificado como um moinho de maré, que aproveitava o movimento das águas na Ria de Alvor. Leite de Vasconcelos encontrou vários silos romanos no lugar no Malhadal, a cerca de três quilómetros de Alcalar, e em Dezembro de 1900 Santos Rocha descobriu um lagar escavado na rocha em Vale de Marinho. Também foram descobertos vestígios de outros cinco silos no monte de António José Serenho, duas pedras de lagar em Almandanim, um forno em Monte Canelas, escória de uma fundição em Peganheira, e um tanque para salga do peixe na Lameira. Em termos de estruturas funerárias, foram identificadas duas lápides com inscrições romanas; uma no Monte Velho descoberta em 1940 e destinada a uma criança, e outra na Cruzinha, encontrada nos finais do século XIX, tendo ambas sido guardadas no Museu Nacional de Arqueologia, em Lisboa. Também existiam várias necrópoles romanas na vila da Mexilhoeira Grande e na zona do Malhadal, que no entanto foram destruídas. Outras lápides e algumas colunas de origem romana foram encontradas perto da Igreja da Senhora do Verde, pelo que é possível que este edifício tenha sido construído em cima de um templo romano, destinado ao culto de um divindade feminina da água e da fertilidade agrícola, e que tenha sido posteriormente cristianizado. Foi igualmente identificada uma sepultura romana, contendo um fragmento de uma urna de vidro e uma moeda romana do século I, em cima de um túmulo neolítico em Alcalar, o que demonstra uma sensibilidade da população romana em relação às crenças primitivas, ao aproveitar os locais sagrados para os seus próprios fins. Também foram encontrados vários artefactos na vila da Mexilhoeira Grande, incluindo um vaso de barro, várias moedas que foram preservadas no Museu de Lagos, e uma cabeça de carneiro em bronze, que foi transportada para o Museu Nacional de Arqueologia. Estes vestígios são prova da presença romana em toda a região e demonstram a variedade de indústrias praticadas nessa altura, incluindo a moagem de cereais, a salga de peixe, e a metalurgia. Toda a zona da Mexilhoeira Grande, incluindo a quinta na Abicada, teria sido um importante centro de produção piscícola e agrícola, especialmente de frutos secos, azeite e vinho. Estes produtos seriam depois transportados para os centros urbanos mais próximos, em Silves, Lagos, Portimão e Alvor, onde seriam consumidos ou exportados por barco para os domínios romanos ao longo do Mediterrâneo. Pela dispersão e caracterização dos vestígios encontrados, a população romana na Mexoilhoeira Grande seria muito heterogénea, convivendo nos mesmos espaços os patrícios, libertos e escravos.

#### Decadência
A partir do terceiro século, iniciou-se um período de convulsão política no ocidente do Império Romano, embora a Hispânia tenha-se conseguido manter numa situação muito estável, tendo até atingido um ciclo de prosperidade ao longo do quarto século. Em 406, um contingente alano entrou na Hispânia por convite de Gerôncio, um general romano sublevado, mas foi derrotado pelo imperador Honório, que entrou em acordo com os alanos pelo controle da Península. Desta forma, ficaram a dominar a Lusitânia, embora devido ao seu reduzido número e inferioridade do ponto de vista cultural e militar, não chegaram a causar grande impacto na sociedade lusitana, bem organizada e protegida em cidades fortificadas. Porém, entre 416 e 417 os visigodos entraram na península, a convite de Honório, para expulsarem os alanos, tendo sido recompensados com terrenos no Sul da Gália. Desta forma, a península voltou a estar sob o controlo romano, embora dependendo das forças visigóticas, tendo este período sido de grande prosperidade, especialmente através da exportação de garum e de cavalos. No entanto, esta situação mudou ainda no século V, devido à invasão dos suevos, e às repetidas incursões dos visigodos, que acabaram por permanecer na Península após ter sido expulsos da Gália pelos Francos e Ostrogodos, a partir do século VI. Desta forma, a peninsula passou a ficar sob o domínio da monarquia visigótica, embora tivessem permanecido as estruturas locais romanas, já após a cristianização, sendo os bispos os principais intermediários entre as autoridades locais e os governantes visigodos, de religião ariana. Apesar das várias guerras civis, que devastaram a península, a região Sul da Lusitânia conseguiu manter-se incólume, tendo continuado as suas exportações para o mediterrâneo, embora a destruição das classes mais elevadas tenha reduzido a procura do garum, que era considerado um produto de luxo. Eventualmente, acabou o transporte marítimo do garum e de outros produtos, levando à decadência económica e posterior abandono das antigas povoações romanas, incluindo a da Abicada, entre os séculos VI e VII. O complexo da Abicada, tal como sucedeu com as villas de Vilamoura e Milreu, apresenta provas de uma possível habitação após o final do domínio romano. Não foram encontradas provas da cristianização romana na freguesia da Mexilhoeira Grande, o que pode ser explicado pelo seu desenvolvimento ter-se dado primeiro nos grandes centros urbanos, e depois expandido para as zonas rurais.

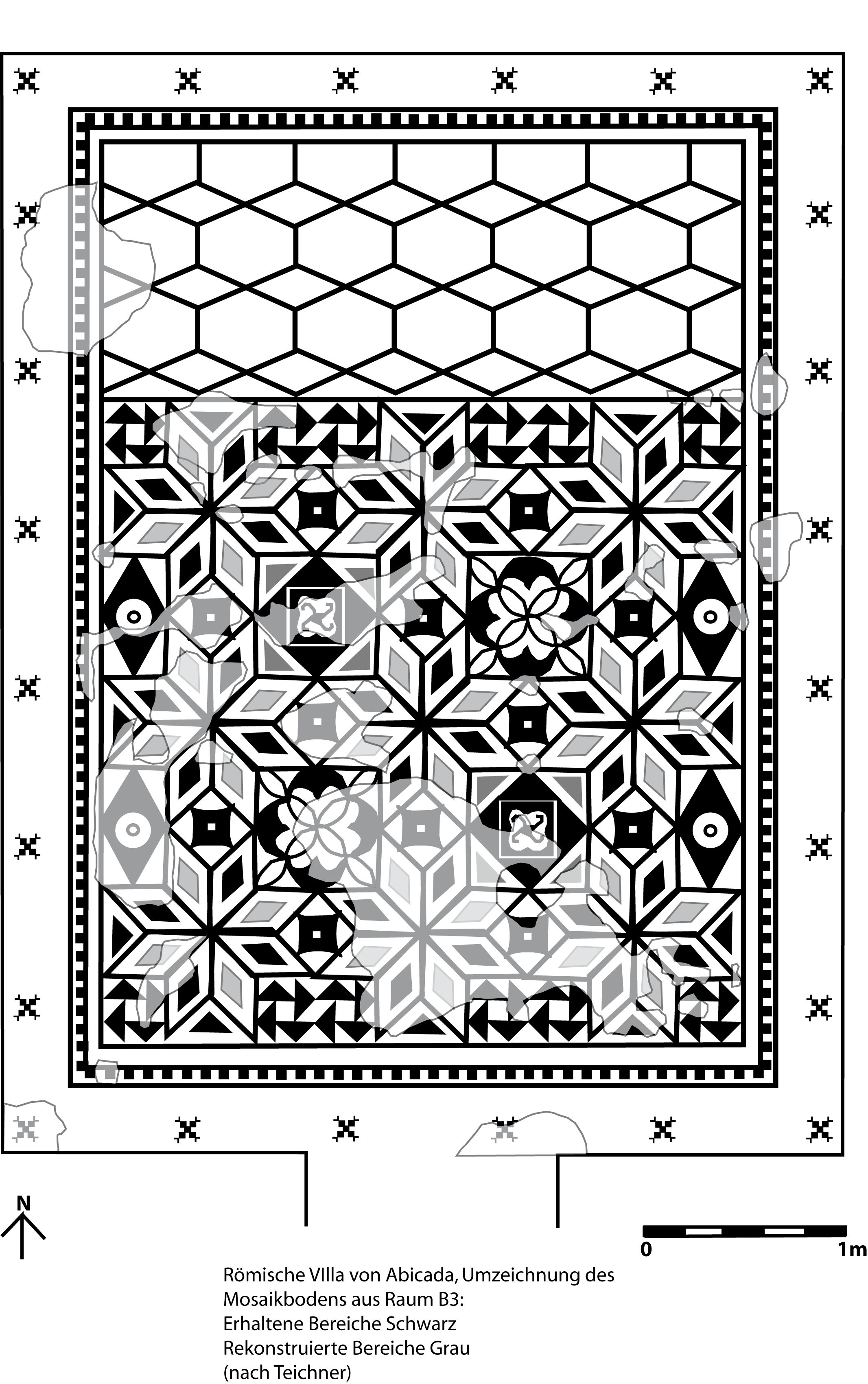
Planta de um dos mosaicos da Abicada, situado numa sala da zona central da casa

### Escavações arqueológicas e preservação

#### Primeira fase
A estação da Quinta da Abicada foi alvo de várias intervenções arqueológicas ao longo do século XX. Uma destas escavações foi realizada em 1919 pelo arqueólogo José Leite de vasconcellos. No entanto, as primeiras grandes explorações na Abicada só foram feitas por iniciativa do arqueólogo José Formosinho em 1938, como parte da sua iniciativa para a criação do Museu de Lagos. No entanto, devido às suas escavações expôs os mosaicos, que estavam protegidos pela camada de terra que os encobria, tendo começado a sofrer os efeitos da chuva e da exposição solar, o que levou à sua degradação. Os principais mosaicos da Abicada foram preservados por José Formosinho no Museu Municipal de Lagos. Os vestígios também foram parcialmente destruídos pelos proprietários dos terrenos em redor, e pelos visitantes, devido à falta de protecção.
Em meados do século XX, foi construído um extenso complexo agropecuário junto às ruínas romanas, que foi posteriormente abandonado.

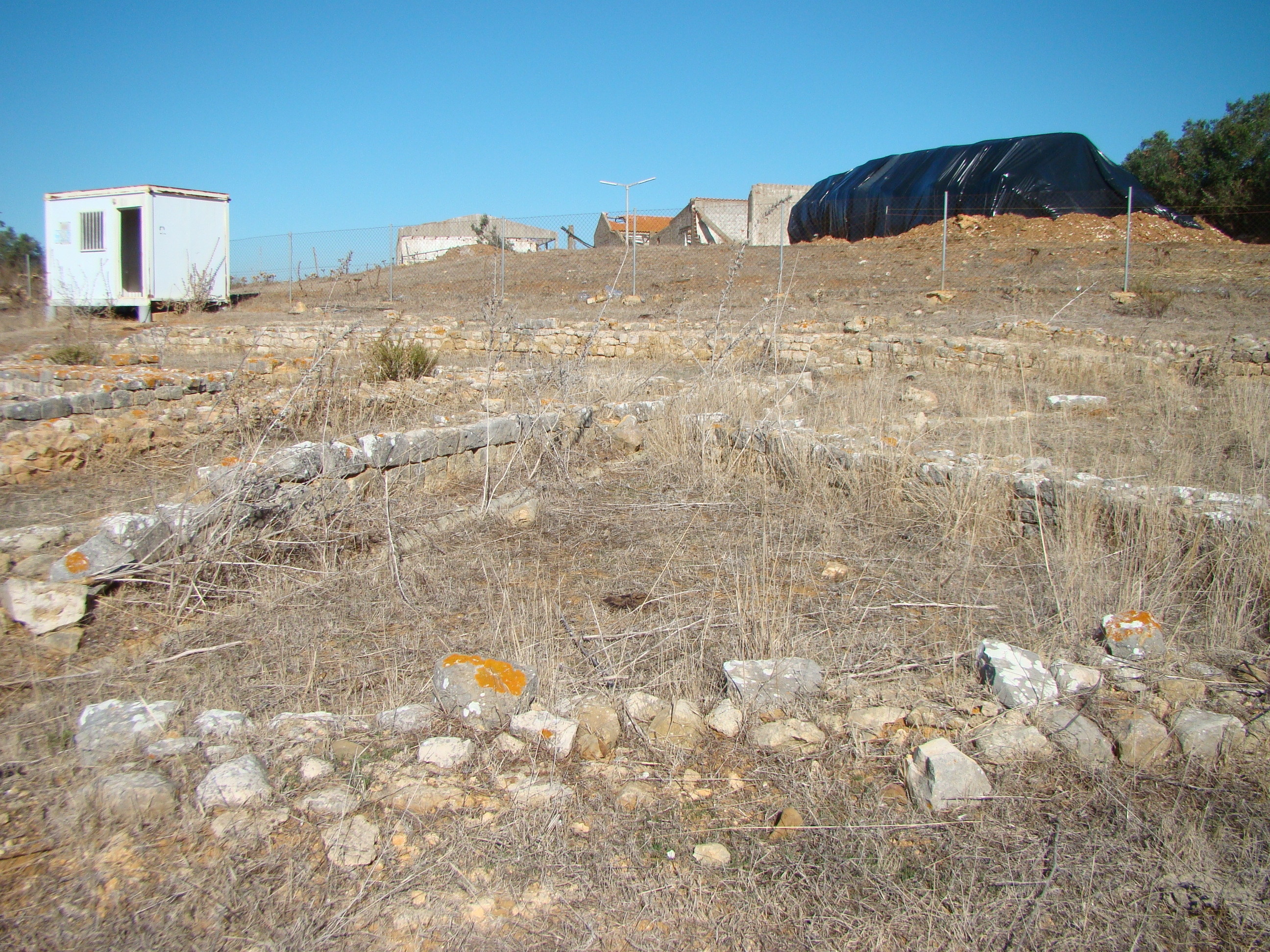
Villa Romana da Abicada em Novembro de 2017, vendo-se à esquerda um edifício de apoio, e ao fundo as ruínas da exploração agrícola construída no século XX

#### Segunda fase
Nos princípios da década de 2010, as ruínas apresentavam marcas visíveis de vandalismo recente, devido à falta de protecção e vigilância. Embora tivesse sido instalada uma rede em volta das ruínas, o portão metálico tinha sido roubado. Além disso, os vestígios também foram danificados pela vegetação e pela água das chuvas, e pela gradual queda das ruínas no sentido da ria, devido ao terreno argiloso, à proximidade da água e à construção de edifícios agrícolas em redor. Apesar disso, o sítio arqueológico tinha sido alvo de vários investimentos de conservação das ruínas, que impediram a sua total destruição, tendo várias obras sido feitas por grupos de jovens, integrados no programa de ocupação de tempos livres da Câmara Municipal de Portimão. Um dos investigadores estrangeiros que participou nas escavações na Abicada foi o arqueólogo Felix Teichner, da Universidade de Marburgo, na Alemanha, que se destacou pelos seus trabalhos nas ruínas romanas em vários pontos da região, incluindo no Cerro da Vila em Vilamoura, no Monte Molião em Lagos, e nas Ruínas romanas de Milreu, em Estoi.

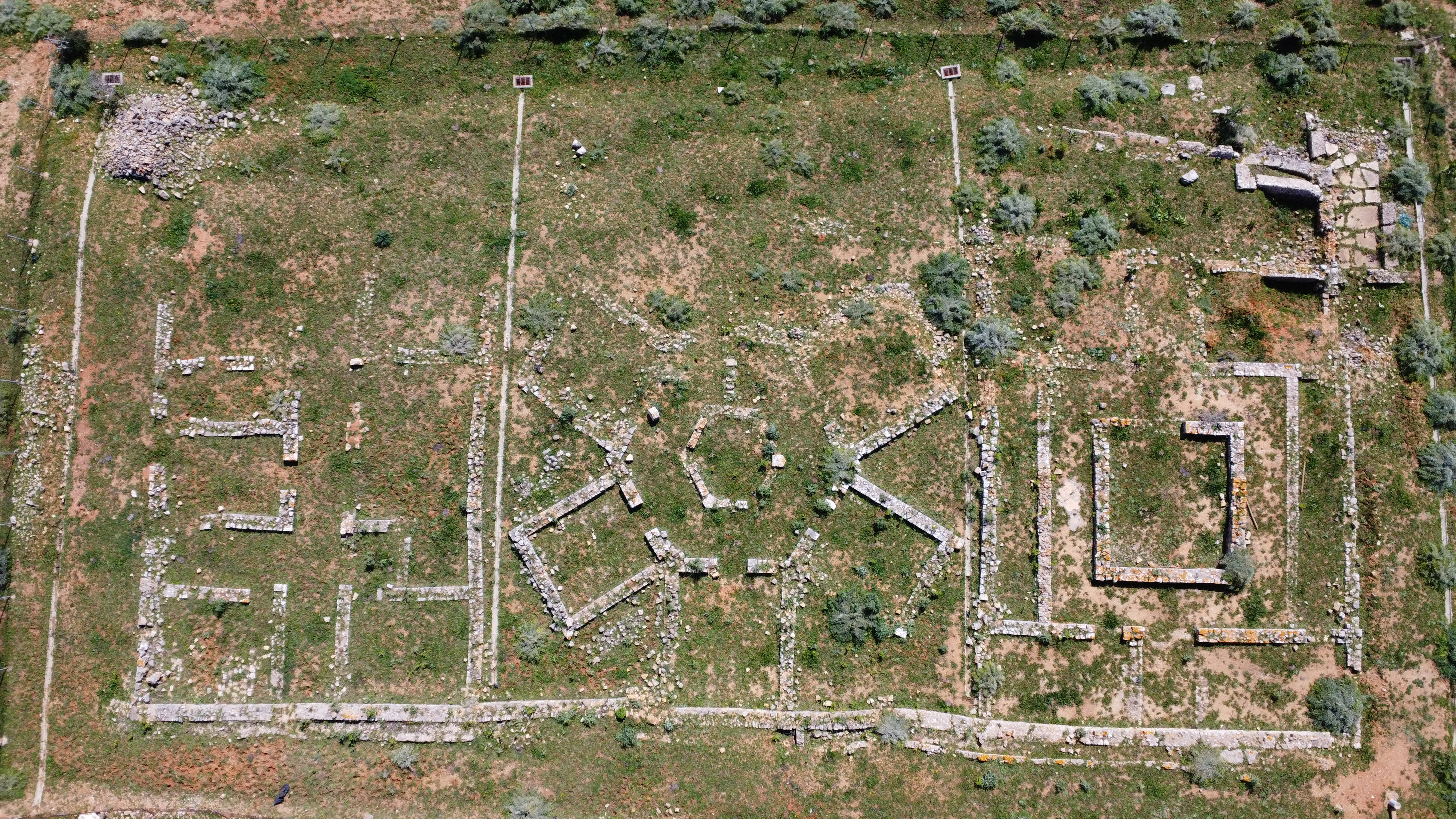
Vista aérea da Villa em 2023.

Entre 2010 e 2011, vários especialistas da empresa Palimpsesto removeram as tesselas dos mosaicos e transferiram-nas para o Museu de Portimão, devido ao seu avançado estado de degradação, provocados pela exposição aos elementos e por vandalismo. Os mosaicos iriam ser alvo de um processo de restauro, e depois apresentados numa exposição. Também foram analisadas as patologias que estavam a danificar os mosaicos, tendo-se apurado que os construtores originais da casa romana não utilizaram uma camada de argamassa para sustentar os mosaicos, como era habitual, tendo em vez disso assente as tesselas directamente sobre a argila do solo, o que complica os trabalhos de conservação. Além disso, a natureza do solo, quase totalmente composto de argila, cria problemas de conservação nas estruturas, ao inchar com a chuva e ao criar gretas profundas durante o clima seco. Estes trabalhos fizeram parte de um programa de conservação das ruínas, que incluiu igualmente a construção de um muro de betão no lado Sul, perto da ria, assente em microestacas de dez metros de profundidade, para estabilizar a parte residencial das ruínas. Também contemplou a realização de obras de estabilização nalguns dos muros e paredes das ruínas, e a instalação de uma rede de drenagem para canalizar a água da chuva, impedindo desta forma que se infiltrasse e causasse mais danos. Esta intervenção, feita por iniciativa pela Direcção Regional de Cultura do Algarve, teve um valor aproximado de 120 mil Euros. Neste período, estava a ser planeada a construção de um centro de interpretação e de estruturas de cobertura para proteger as ruínas e permitir a recolocação dos mosaicos, de forma a valorizar as ruínas da Abicada como um pólo cultural e turístico, mas esta obra não chegou a avançar devido à falta de fundos.
A propriedade privada em redor das ruínas pertence a uma família do Norte de Portugal, que na década de 2010 pretendia urbanizar a zona, de forma a instalar ali um estabelecimento turístico. Com efeito, a Aquazul, empresa proprietária dos terrenos, foi uma das duas entidades interessadas no concurso para um Núcleo de Desenvolvimento Turístico, lançado em 2013 pela Câmara Municipal de Portimão. A Aquazul manteve-se em contacto com a Direcção Regional de Cultura do Algarve, esperando-se então que, caso ganhasse o concurso, iria integrar as ruínas da Abicada no empreendimento turístico, em parceria com a Direcção Regional e o Museu de Portimão, permitindo desta forma a recuperação do monumento e a construção de um centro de interpretação. Em 18 de Abril de 2013, a estação romana foi alvo da conferência Villa Romana da Abicada: Que Futuro? no Museu de Portimão, no âmbito das comemorações do Dia Internacional dos Monumentos e Sítios, onde discursaram Rui Parreira, director dos serviços de Bens Culturais da Direcção Regional de Cultura do Algarve, Eduardo Porfírio, da empresa Palimpsesto, José Gameiro, director do Museu de Portimão, e Carla Melo Pereira, vereadora da Cultura de Portimão. Também nas comemorações do Dia Internacional, a Direcção Regional de Cultura organizou um passeio até à Abicada, no qual participaram cerca de cinquenta pessoas, com uma visita às ruínas e à Ria de Alvor, orientada por Rui Parreira e pelo biólogo Filipe Bally Jorge, da Câmara de Portimão. No entanto, esta visita foi dificultada pelo estado do monumento, que estava coberto por ervas e por isso de reduzida visibilidade. Em Setembro de 2014, foi inaugurada a exposição temporária O mediterrâneo aqui tão perto no Museu de Portimão, que exibiu o mosaico da sala de refeições da Abicada, após uma intervenção de restauro.

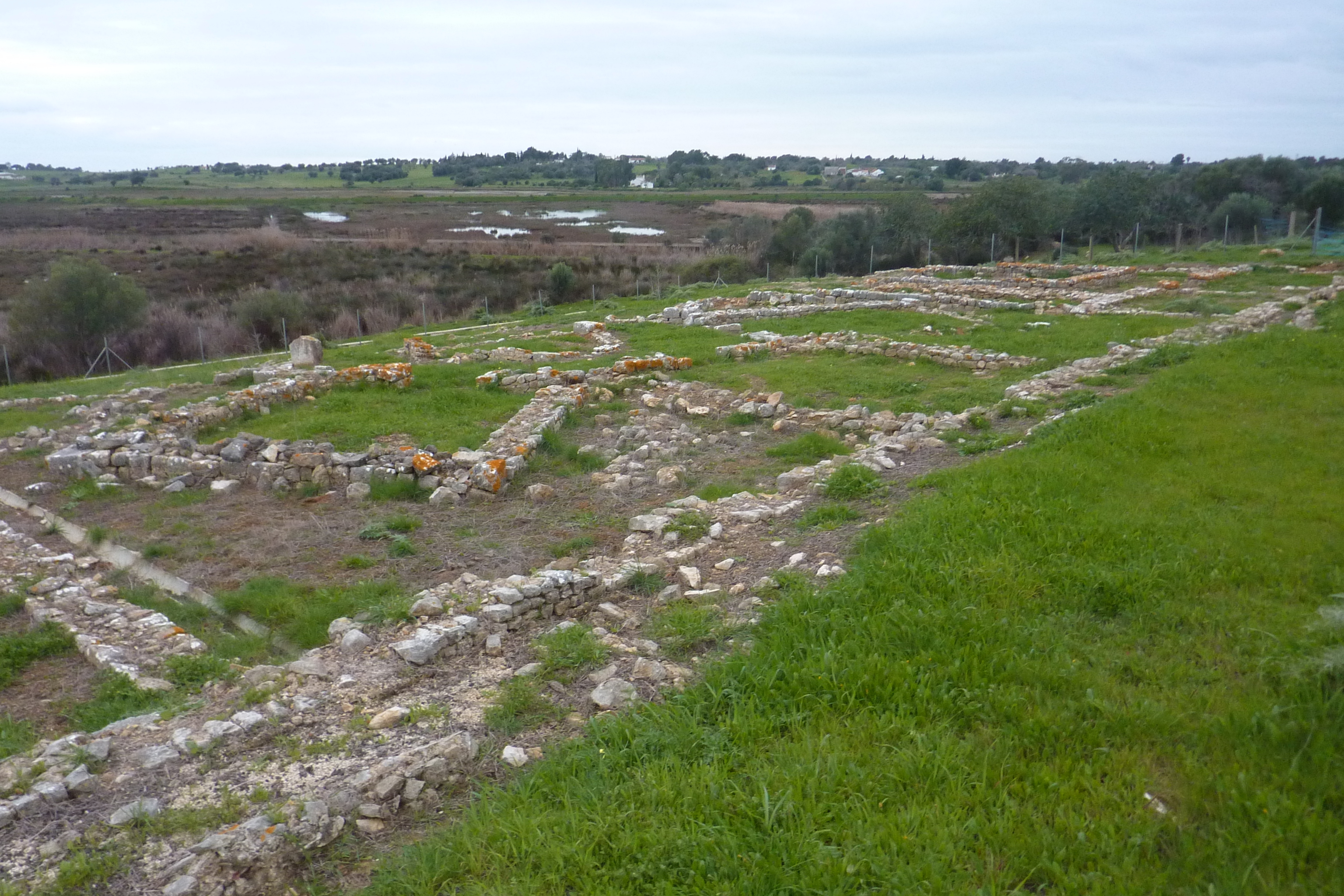
Vista geral das ruínas da Abicada, em 2016

## Leitura recomendada
- O Algarve da antiguidade aos nossos dias: elementos para a sua história: O Algarve no mundo mediterrâneo antigo, as cidades como espaços políticos e culturais. Volume 1. Lisboa: Colibri. 1999
- Noventa séculos entre a serra e o mar. Lisboa: Instituto Português do Património Arquitectónico. 1997
- PEDROSO, Rui Nunes (2005). «Pintura mural Luso-Romana». O Arqueólogo Português. Série IV, vol. 23. p. 321 - 366. ISSN 0870-094X
- BLÁZQUEZ, J. M. «Mosaicos da Boca do Rio y Abicada (Lusitania)» (Suplemento 9, parte I). Journal of Roman Archaeology. pp. 187–198
- SÁ, Maria Cristina Moreira de (1959). Mosaicos Romanos de Portugal (Tese de Dissertação de Licenciatura em História). Lisboa: Faculdade de Letras de Lisboa da Universidade de Lisboa
- SANTOS, Maria Luísa Estácio da Veiga Afonso dos (1971). Arqueologia Romana do Algarve: (Subsídios) (Tese de Dissertação para a Licenciatura em Ciências Históricas apresentada à Faculdade de Letras de Lisboa). 2 Volumes. Lisboa: Associação dos Arqueólogos Portugueses
- VENÂNCIO, L. (2005). Estudo de Cerâmica Romana. Abicada e Boca do Rio (Tese de Licenciatura em Património Cultural). Faculdade de Ciências Humanas e Sociais da Universidade do Algarve